# Каргалинский клад
Каргалинский клад — усуньский клад, найденный в урочище Мыношакты Каргалинского ущелья в окрестностях Алма-Аты.
Клад обнаружен в 1939 году во время археологических раскопок.
Обнаружено около 300 золотых изделий. Наиболее ценный предмет — Каргалинская диадема, выполненная из двух пластин, украшенных изображениями животных и человека и инкрустированных драгоценными камнями.
Среди других находок — два перстня с горельефом двугорбого верблюда, фигурки горных козлов, серьги с изображением мыши, грызущей человека, множество металлических застежек. Изделия изготовлены из золота с инкрустацией из бирюзы.